# Nicola Procaccini
Nicola Procaccini, né le 21 janvier 1976 à Rome (Italie), est un homme politique italien, membre de Frères d'Italie.
Il est le maire de Terracine du 30 mai 2011 au 6 mai 2015. Le 21 juin 2016, il est à nouveau été réélu à cette fonction.
À la suite des élections européennes de 2019, Nicola Procaccini fait son entrée au Parlement européen pour la circonscription Centre (Italie centrale) où il représente le groupe des Conservateurs et réformistes européens.